# Diabrotica adelpha
Diabrotica adelpha es una especie de insecto coleóptero de la familia Chrysomelidae. Fue descrita en 1875 por Edgar von Harold.
Mide de 5.8 a 7.4 mm. Tiene un diseño marcado, inconfundible, de colores negro, rojo, amarillo y blanco.